# Antiguo convento de la Merced
El antiguo convento de la Merced de Burriana (en valenciano y cooficialmente Borriana), a la comarca de la Plana Baja, en la provincia de Castellón, es un monumento que está declarado  Bien de Interés Cultural, con anotación ministerial número: R-I-51-0005025, según consta en la Dirección General de Patrimonio Cultural de la Generalidad Valenciana.
El antiguo convento se encuentra ubicado en la plaza Maestro Selma, siendo conocido también como Centro Cultural “La Mercé”.

## Descripción historicoartística
El convento de la Merced se remonta al siglo XVI, en concreto a 1594, cuando el Ayuntamiento cedía la ermita de San Mateo, a la Orden de la Merced, y es de este modo que los mercedarios comenzaron a edificar dependencias anexas a la ermita ya existente.
Mucho más tarde, entrado el siglo XVIII, se decide crear un Colegio de Misioneros, utilizando como espacio el de la ermita de San Mateo, la cual fue derribada con la finalidad de construir en su ubicación una nueva iglesia. De este modo, en 1736 dejó de existir la antigua ermita y se inició la construcción de la nueva en 1738. El proyecto inicial se vería alterado cuando en 1803 se lleva a cabo un proyecto definitivo (con una nueva iglesia y el convento), realizado (entre 1805-1808) por Francisco Ferrer, considerado como un arquitecto académico.

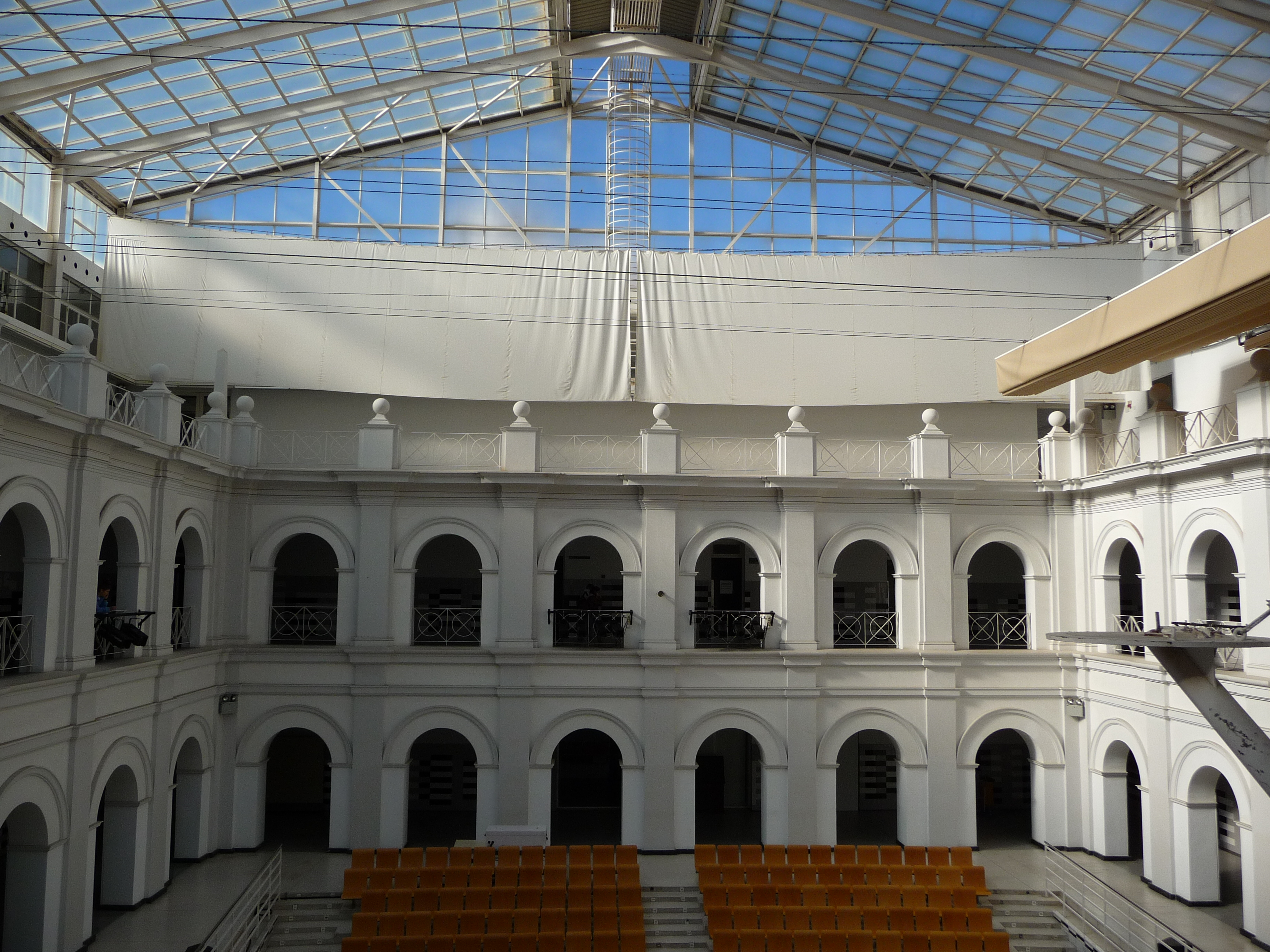

Durante la Guerra de la Independencia española, el convento es desalojado en 1812, ocupándose su iglesia para uso como caballerizas durante, y parte de las dependencias conventuales sirvieron como acuartelamiento a las tropas francesas del  Mariscal Conde Suchet. Pese a que tras la guerra los seminaristas vuelven a ocupar el convento, en 1836, con el proceso de desamortización española, se desaloja de manera definitiva, y a partir de 1842, es cedido gratuitamente al Ayuntamiento por la Junta Superior de Venta de Bienes Nacionales, siendo utilizadas sus instalaciones para diversos usos (escuela pública, casas de maestros, almacén municipal y biblioteca pública, y declarándose en ruina varias de sus dependencias).
La iglesia, presenta planta rectangular, con una cruz latina inscrita, y sigue teniendo utilidad religiosa. Puede destacarse la nave central por ser la de una mayor anchura y altura, que las laterales, al igual que sucede con el crucero. Tanto la nave central como los brazos del crucero, presentan cubierta en forma de bóveda de cañón y lunetos semicirculares, mientras que el crucero presenta, al igual que las capillas laterales, una cúpula vaída, apoyada sobre pechinas.
A la iglesia se puede acceder bien directamente desde la calle, a través de una puerta adintelada de piedra con molduras neoclásicas, o desde del convento.
El campanario, de planta cuadrangular y con chapitel de pizarra de remate, se ubica en el penúltimo tramo de la iglesia.
En 1982 se declara Monumento Histórico-Artístico Provincial, a partir de este momento se inician los trámites para rehabilitarlo como Casa de Cultura.
En 1990, se realizaron mejoras con la finalidad de poder darle un uso cultural, llevándose a cabo un proceso de recalificación, ya que las obras iniciadas supusieron la unificación de fachadas, la recuperación de la galería superior del claustro, así como la ordenación de los espacios interiores; y se procedió a una ordenación de los espacios interiores, adecuándolos a las nuevas necesidades.